# ☆ラジ
☆ラジ（ほしラジ）は、ロックンバナナにて配信されているCLOCKUP関連のインターネットラジオ番組。タイトル中の「☆」は、当初、企画会議を行って番組タイトル決めようとしたが決まらなかったため「☆」を読まない形になったが、その後番組ゲストにより名前を決めてもらうスタイルになり、現在では各ゲームタイトルにより毎シーズン変わっている。
パーソナリティは、CLOCKUPのディレクターいけだかなめ。と声優の東かりん、星鹿りえが担当している。
過去のパーソナリティとして声優の青葉りんごと高井戸雫と鈴音華月がいた。

## 番組概要
- 配信期間：2008年（平成20年）2月14日〜2018年（平成30年）3月30日
- 配信サイト（配信日）：ロックンバナナ（金曜日）
- 収録時間：公式には30分（実際は約50分程度で収録は２本撮り）
- スポンサー：CLOCKUP・gion-shoja・エイ・ワン・シー
- パーソナリティ
  - いけだかなめ。：番組内愛称はアニキ
  - 東かりん：番組内愛称は殺かりん(さっかりん)
  - 星鹿りえ：番組内愛称は鹿ちゃん（暫定）

## 挨拶
- 番組挨拶は「☆ラジわ」だが、☆には番組タイトルが入る形になるため、毎シーズン変わる番組タイトルがわかるまでは「☆ラジわ」で挨拶を行うリスナーも多い。

## 番組に関してのエピソード
- とらいす☆たーずのwebラジオは、【☆】のパーソナリティ芽仲田慧の名前を反対から読むと、いけだかなめ。になる。つまり同一人物である。
- ☆(コス)ラジにて漢字が苦手な青葉りんごのために漢字の読みを当てるコーナー「続トラビアの泉」で間違えてしまった漢字を使い、青葉りんごに作詞をさせて作られた歌が「意地悪君(いじわるキュン)」である。
- ☆(コス)ラジでは、番組で採用されたリスナーにパーソナリティが買ってきた雑貨などにサインを書いてプレゼントしていた。
- ☆(やか)ラジ第5回から東かりんが登場。最終回で青葉りんごと東かりんがパーソナリティの座を賭けて漢字対決を行った結果、東かりんが勝利し青葉りんごは番組パーソナリティの座を奪われ、次シーズンの☆(ビク)ラジの最終回(2009年7月26日放送)にて青葉りんごは番組卒業となった。
- 東かりんの愛称を番組内でリスナー投票した結果、殺かりん（さっかりん)に決定した[1]。
- ☆（ルロオの）ラジに高井戸雫がゲストとして番組に初登場。次シーズンの☆（ノーブ）ラジにもゲストで登場した彼女は☆（えろ）ラジでレギュラーになった。
- 高井戸雫と東かりんから面白い後輩がいるということを聞き、いけだかなめ。が会ってみたいと番組にゲストに招いたのが鈴音華月である。☆（えろ）ラジ最終回で番組に初登場した彼女は後にパーソナリティとなり☆（まが）ラジまでパーソナリティをつとめた。鈴音華月は☆（まかぱ）ラジオにていけだかなめ。から「卑猥デパート」という愛称がつけられた。
- 東かりんの声が流れるとパソコンや電気機器が壊れるとリスナーより報告が多数番組に投稿され、殺かりん（さっかりん）の呪いと伝説になった[2]。
- 東かりんのオリジナルソング「追い風をちょうだい」が作詞：高井戸雫で作られ2010年7月4日に行われた番組イベント「☆ラジオールスター感謝祭〜えろげーは不滅なり〜」で披露された[3]。なお、この歌はラジオCDに収録されている。このイベントで東かりんと高井戸雫が次期パーソナリティの座を賭けたスイカ割り対決をした結果、勝利した高井戸雫が3代目パーソナリティとなった。
- ☆（触診）ラジオの最終回をもって高井戸雫が番組を卒業することとなり、最終回は居酒屋で収録された高井戸雫卒業スペシャルが放送された。 ただし、次シーズンの☆（リア）ラジにも高井戸雫はマンスリーパーソナリティとして最初の４回に参加し、これをもって番組を卒業した。
- ☆（リア）ラジより東かりんがeuphoriaで演じた安藤都子が電気ショックで死ぬシーンを元に、いけだかなめ。が実費で低周波治療器を購入しビリビリの罰ゲームが行われた[2]。この罰ゲームはリスナーからの好評を得て現在でも電気ショックという名前で行われている。
- 電気ショックのコーナーでのビリビリを収録したCD「りん月の叫び」を2012年の夏のコミックマーケットで発売した。
- ラジオCDの売り上げで箱根に温泉旅行へ行ったことがある。後日、その模様はラジオで放送された。
- 2013年12月20日にニコニコ動画のバナラジ-banaradi-チャンネルにて、☆ラジpresents『年忘れ、恥はかき捨て☆ラジ大忘年会』を放送した。
- 番組内で度々Twitterを使っていたこともあり、リスナーの提案によりTwitterで感想をつぶやく際は#ほしらじのハッシュタグを付けることが決定した。
- フニラジにて夏休みスペシャルと題し東京都にある弁天洞窟へ行く企画を立てたが、洞窟が崩落していたため急遽中止になり東京都内にある遊園地に行くことになった。後日、その模様はラジオで放送された。
- 2014年12月12日の放送で4代目パーソナリティの鈴音華月が声優業を引退することが発表された。
- 2014年12月26日にニコニコ動画のバナラジ-banaradi-チャンネルにて、祝!!『えろまんがっ！ 〜Hもマンガもステップアップ?!〜』発売＆鈴音華月 卒業「☆ラジ」ニコ生すぺしゃる!!!を放送した。声優の上田朱音、榛名れんをゲストに迎えた。また高井戸雫からコメントがよせられた。この放送を最後に鈴音華月は番組を卒業となった。
- 2014年12月30日のコミックマーケットC87にて☆ラジ -2010.5.28~2012.5.4- ラジオDVD【えろ・いだ・まかぱ・触診・リア・レプ】編が先行発売された。なお、一般発売は2015年1月15日よりロックンバナナ通販限定で発売されている。
- 2015年2月13日の放送にて☆ラジ5代目パーソナリティオーディションを行なうことが決定した。アシスタント候補生として声優3名が名前を伏せて出演し、1ヶ月間の試験期間を経てニコニコ生放送でのリスナー投票により決定することになった。
- 2015年4月10日にバナラジ-banaradi-チャンネルにて、『春だ一番っ！☆ラジ祭り-オーディション Final編-』を放送した。候補生は出演せず東かりんといけだかなめ。によって行われた。スタッフ投票、ニコ生アンケート、不在者投票の結果、候補生Bと候補生Cが同点となったため封筒による、くじ引きが行われた。当たりを引き当てた候補生Cこと星鹿りえが5代目☆ラジアシスタントとなった。
- 2015年秋に伊豆大島に研修旅行へ行った。また移動中の船内にてラジオ収録が行い番組で放送された。研修旅行の本編は2015年12月と2016年2月にバナラジ-banaradi-チャンネルのニコニコ生放送にて放送された。
- 2016年4月22日の放送にて4月29日の放送をもって番組リニューアルとパーソナリティの東かりんの卒業が発表された。
- 約一ヶ月間の休止後、2016年5月27日に番組は「☆らじショック」としてリニューアルスタートした。「もえゲーハンターＧ」のパーソナリティだった雪村とあとオトモマユルーこと新堂真弓がパーソナリティとして参加した。（6代目パーソナリティは新堂、7代目パーソナリティは雪村）
- 2016年9月30日の放送にて雪村とあが番組を卒業した。
- 2017年7月28日から11月3日の間、星鹿りえ休養のため８月は月野夕紀、9月は加々美澪、10月は天咲しろながマンスリーパーソナリティとして参加した。
- 2017年11月10日の放送で星鹿りえが番組に復帰。そして新堂真弓が番組を卒業した。この回は新堂真弓卒業スペシャルとしてマンスリーパーソナリティ3人を含め6人で放送した。
- 2017年11月17日の放送から天咲しろなが正式にレギュラーとなる。ただし12月2日配信分が最後の出演でその後番組に出ないまま卒業が発表された。
- 2018年2月14日の放送にて3月30日に番組が終了することが発表された。
- 2018年3月30日、ニコニコ生放送で最終回が放送された。ゲストは榛名れん。また東かりんと新堂真弓からコメントがよせられた。
- 2018年10月26日、YouTubeで配信が再開。10月26日は『復活だよ！★ラジ前夜祭』として第0回が放送された。8代目パーソナリティとして夢野ぼたんが登場。メンバーはいけだかなめ。と星鹿りえと夢野ぼたん。
- 2019年3月29日の放送にて夢野ぼたんが番組を卒業した。

## コーナー
番組コーナーは基本的にふつおたとCLOCKUPのゲームに関連するネタコーナーがあり、毎シーズン入れ替わる形になっている。しかし人気のあるコーナーは引き続き継続されることもある。

### 現在のコーナー（なえ☆ラジ）
- ふつおたコーナー、略してふつおた
  - いわゆるふつおたのコーナー
- あ＆ほの秘密をおしえてアゲル♪
  - ジェスチャーゲーム。秘密のお題を当てる対決コーナー
- リスナー復活！　迷門☆東予備校-夏編-
  - 東先生が迷える君たちをズバッと解決！コーナー
- 東かりんのハッシュル♪ハッシュル♪♪
  - Twitterのほしらじハッシュタグ(#ほしらじ)に投稿されたつぶやきを読んでいくコーナー(約1分程度)

## ゲスト
とらいす☆たーずのwebラジオは、【☆】。

第2-3回　狛乃ハルコ(声優)

第4-5回　桜川未央(声優)

第6-7回　サトウユキ(声優)

第8-9回　風音(声優)

番外編　しのづかあつと(原画家)

復活、そして伝説へ…クロックアップのwebラジオは、【☆(コス)ラジ】。

第3-4回　はましま薫夫(原画家)

第7-8回　中瀬ひな(声優)

第10回　全身タイツマン金(CLOCKUP広報)

新装開店!クロックアップのwebラジオは、【☆(セキュ)ラジ】。

第1回　全身タイツマン金(CLOCKUP広報)

第4-5回　金松由花(声優)

第10-11回　MOSAIC.WAV(歌手)

【☆(やか)ラジ】〜麗しいJOKUの館へようこそ〜

第5-8回　東かりん(声優)

【☆(ビク)ラジ】〜南国でイって何が悪い〜

第3-4回　水純なな歩(声優)

黄昏に煌く銀の繰眼のWEBラジオ…だけど、長いから【☆(にく)ラジ】

第6-7回　薬師るり(歌手)

第8-9回　御苑生メイ(声優)

時空を越えてキミと世界を救う☆（ルロオ）ラジオ

第1-2回　古河徹人(声優)・蘭丸(声優)

第3-4回　神月あおい(声優)

第7回　高井戸雫(声優)

第8回　藤森ゆき奈(声優)

超弩級な淑女(レディ)と一緒に世界(いま)を変える☆(ノーブレス・オブリージュの)ラジオ

第1-2回　高井戸雫(声優)

第7-8回　高井戸雫(声優)

☆(えろ)ラジ

第3-4回　上原一之龍(作曲家)

☆(りあ)ラジ

第5-6回　杉原茉莉(声優)

第7-8回　杉原茉莉(声優)、はましま薫夫(原画家)

第11-12回　御苑生メイ(声優)

☆(レプ)ラジ

第2-3回　上田朱音(声優)、藤森ゆき奈(声優)

第11-12回　むなしむじょう(原画家)、RYU☆JI(CLOCKUP)

☆ラジ！オールスター？ファン感謝際

御苑生メイ(声優)、ヒマリ(声優)

☆(育)ラジ

第11-12回　宮沢ゆあな(声優)

第13-14回　りゅうき夕海(漫画家)

☆(あな)ラジ

マンスリーパーソナリティー、略してマンティー

第1-3回　葉月まぁち(声優)

第4-8回　香澄りょう(声優)

第9-12回　秋野花(声優)

☆(おま)ラジ

第5-6回　榛名れん(声優)

☆(テラ)ラジ

第8-9回　上原一之龍(作曲家)、み～こ(歌手)

☆(アニ)ラジ

第二話　Astilbe×arendsii(歌手)

☆(んげ)ラジ

第2-3回　伊藤瞳子(声優)

★(まが)ラジ

第5回　雪村とあ(声優)、夏村伊介(声優)

第12-13回　上田朱音(声優)、雪村とあ(声優)

第16回　榛名れん(声優)

第17-18回　手塚りょうこ(声優)

第19-20回　ももぞの薫(声優)

☆(ふた)ラジ

第1回　榛名れん(声優)・はやさかうたね(シナリオライター)

第2回　はやさかうたね(シナリオライター)

第9回　雪村とあ(声優)・新堂真弓(声優)

☆(まご)ラジ

第9回　上原一之龍(作曲家)
第12回　橘まお(声優)
☆(ぼす)ラジ
第0回　新堂真弓(声優)
第1回　杉原茉莉(声優)
第2回　杉原茉莉(声優)、美井子(仮名)(元声優事務所マネージャー)
第4-5回　東かりん(声優)
第6-7回　屋形宗慶(シナリオライター)

☆ラジ無印
第1回　大野まりな(声優)
第2回　杉原茉莉(声優)
第3回　新堂真弓(声優)、雪村とあ(声優)

## その他

### りん月
- りん月（りんげつ）は声優の東かりんと鈴音華月の2名で編成されている孕み系アイドルユニット。
- 「りん月」という名前の由来は東かりんの「りん」と鈴音華月の「月」を合せたもので、声優の上田朱音が命名した。
- 挨拶はラマーズ法から取り入れて「ヒッヒッフー」

#### タイアップ曲
| 楽曲                            | タイアップ                                                                                                |
| ------------------------------- | --- |
| スウィート・ユア・レ〇プ・ミー! | OVA『プリーズ・○○○・ミー！』主題歌                                                                        |
| 汝、隣人の扉を開けよ            | PCゲーム『おれつま!〜オレがマンション管理人になったら人妻たちとちょっとイイコトできちゃうかも!?〜』主題歌 |

### 番組キャラクター
番組コーナーにて、みたくるみの描いたキャラクターのイラストを元にリスナーから設定を募集し決めた番組キャラクター。しかし特に設定が決まってからは番組に登場することもなく放置されている。番組ホームページの番組キャラクターページで見ることができる。
|                | ヴィヴィ                                                 | リリィ                                                |
| -------------- | -------------------------------------------------------- | ----------------------------------------------------- |
| 血液型         | 〇型                                                     | 〇型                                                  |
| 誕生日         | 3月13日                                                  | 3月13日                                               |
| 一人称         | あたし                                                   | わたし                                                |
| 性格           | しっかり者 ハキハキと思ったことを口にする 基本的にいい人 | 普段は敬語・やわらかい話し方 天然悪気なしツッコミ担当 |
| 得意技         | ビリビリタッチ                                           | メロメロソング                                        |
| 決め台詞       | スタミナ注入!!…元気でた？                                | 耳の穴かっぽじいて聞きやがれですよ。 黒くないですよ。 |
| イメージカラー | 淡いムラサキ                                             | ぱすてるピンク                                        |
| 趣味           | とりあえずビリビリ                                       | ヴィヴィいじめ                                        |

### 関係人物(スタッフ)
- まおう
- 王子(玉子)[注 2]
- スタッフB
- 足軽
- 店長

## 番組タイトル
とらいす☆たーずのwebラジオは【☆】。　（とらい☆すたーず）

☆（コス）ラジ　(こっすこす! 〜あなた好みのコスプレHしてあげる〜)

☆（セキュ）ラジ　（ザーメンセキュリティ2009）

☆（やか）ラジ　（麗辱の館 〜淫縁五姉妹汁姦記〜）

☆（ビク）ラジ　（ ビーチクビーチ 〜南国乳辱撮影会〜）

☆（にく）ラジ　（黄昏に煌く銀の繰眼）

☆（いや）ラジ　（癒されご奉仕 〜夢の館で賢者タイム!〜）

☆（ルロオの）ラジ　（ルーンロオド）

☆（ノーブ）ラジ　（ノーブレスオブリージュ）

☆（エロ）ラジ　（えろげー!〜Hもゲームも開発三昧〜）

☆（いだてん）ラジオ　（淫辱都市/堕天の贄）

☆（まかぱ）ラジオ　（まかぱらっ!〜あの世でめちゃモテ〜）

☆（触診）ラジ　（触診病淫）

☆（リア）ラジ　（euphoria）

☆（レプ）ラジ　（プリーズ・レ◯プ・ミー!）

☆（いく）ラジ　（性狂育 〜モンスターペアレントの理不尽な要求〜）

☆（あな）ラジ　（姉にこの夏）

☆（おま）ラジ　（おれつま!）

☆（テラ）ラジ　（テラべっぴん）

☆（どぶ）ラジ　（サド★部 〜S女に虐めヌかれ部♪〜）

☆（んげ）ラジ　（りん月）

☆（あに）ラジ　（アニキ）

☆（いが）ラジ　（淫虐の学園 ～猥堕に蔓延る復讐の罠〜）

☆（おか）ラジ　（MA☆KO HUNTER）

☆（あず）ラジ　（東かりん）

☆（すず）ラジ　（鈴音華月）

☆（フニ）ラジ　（フラテルニテ）

☆（まが）ラジ　（えろまんが）

☆（ふた）ラジ　（ふたなりエルフ快楽調教）

☆ (マゴ) ラジ  （部下の妻と妹を寝取る上司・Maggot baits)

☆ (なえ) ラジ  （夏ノ鎖・えろぐっず)
☆(ぼす) ラジ  （えろぼいす！)
☆らじ無印

## 関連商品

### 本編CD
ロックンバナナタレントグッズショップおよびロックンバナナCDショップでの通信販売。
こすって、☆ラジ〜ドキッ！伏せ無しだらけのラジオCD〜のみamazonでの通信販売とゲームショップで販売している。過去配信を高音質化しMP3形式で保存したデータCDもしくはDVDおよび新規収録のオーディオCDとなっている。
現在購入可能なのはこすって、☆ラジ〜ドキッ！伏せ無しだらけのラジオCD〜のみ。
☆ラジ -2010.5.28~2012.5.4- ラジオDVD【えろ・いだ・まかぱ・触診・リア・レプ】編」は完売したため現在購入不可となった。
| タイトル | 過去収録分 | 新規収録                                                                                          |
| --- | --- | ------------------------------------------------------------------------------------------------- |
| とらいす☆た－ずのCDです。 | とらいす☆たーずのwebラジオは、【☆】。 | 「魔法をかけてくれたね☆ミ」                                                                       |
| こすって、☆ラジ〜ドキッ！伏せ無しだらけのラジオCD〜                                                                                                | クロックアップのwebラジオは【☆(コス)ラジ」。 | 「意地悪君（いじわるキュン）」 新装開店！クロックアップのwebラジオは、【☆(セキュ)ラジ」。CD特別版 |
| ☆ラジCDパート2-館のセキュリティはりんごりんにまかせて-                                                                                             | 新装開店！クロックアップのwebラジオは、【☆(セキュ)ラジ」。 【☆(やか)ラジ】〜麗しいJOKUの館へようこそ〜 | 「りんごりんの壊れかけのワンダーランド」                                                          |
| さらば純情っ!2代目パーソナリティ☆東かりん〜ビクっっとしちゃ、イヤッ！にく喰って頑張って！〜                                                        | 【☆(ビク)ラジ】〜南国でイって何が悪い〜 黄昏に煌く銀の繰眼のWEBラジオ…だけど、長いから【☆(にく)ラジ】 ☆（いや）ラジ〜いやよいやよも好きのうち！！〜                                                         |                                                                                                   |
| ☆ラジ-2nd Season-ラジオCD「夏だし、ノーブ・ラで流浪しよう☆ミ」                                                                                     | 時空を越えてキミと世界を救う☆（ルロオ）ラジオ 超弩級な淑女(レディ)と一緒に世界(いま)を変える☆(ノーブレス・オブリージュの)ラジオ                                                                             | 焼肉宴会放送☆無制限1本勝負!CD特別版 「追い風をちょうだい」                                        |
| ☆ラジ-2010.5.28~2012.5.4-ラジオDVD【えろ・いだ・まかぱ・触診・リア・レプ】編                                                                       | ☆(えろ)ラジ ☆（いだてん）ラジオ ☆（まかぱ）ラジオ ☆（触診）ラジオ ☆（リア）ラジッ！ ☆（レプ）ラジッ！ ☆（育）ラジッ！                                                                                       |                                                                                                   |
| ☆ラジ-2012.5.11~2014.12.19-ラジオDVD#2【あな・おま・テラ・ド部・アニ・んげ・いが】編 【おか・りん月・フニ・マガ(~vol.16迄）】＆特典ボイスドラマ 編 | ☆(あな)ラジ ☆（おま）ラジオ ☆（テラ）ラジオ ☆（ド部）ラジオ ☆（アニ）ラジッ！ ☆（んげ）ラジッ！ ☆（いが）ラジッ！ ☆（おか）ラジッ！ ☆（あず）ラジッ！ ☆（すず）ラジッ！ ☆（フニ）ラジッ！ ☆（まが）ラジッ！ | ☆ラジＤＶＤ特典ボイスドラマ「ヴィヴィとリリィの大冒険」 NGワード集                                |

### グッズ
イベント会場での発売および、ロックンバナナタレントグッズショップで通信販売されている。
りん月ストラップ
東かりんと鈴音華月がデザインしたイラストを使ったストラップ。

※現在は完売して購入不可
りん月の叫びCD
東かりんと鈴音華月が電気ショックを解説するオーディオCD。

※現在は完売して購入不可

## イベント
番組CD&DVD発売もしくはCLOCKUP作品発売に合せて発売イベントを何度か実施している。

またロックンバナナのラジオ番組やアーティストとのイベントやライブも行っている。

- 2009年1月23日 1、2、3で、アキバへGO!!!　1月23日『バナラジだよ、全員集合!!!』IN秋葉原!!!
- 2010年7月4日 ☆ラジオールスター感謝祭～えろげーは不滅なり～
- 2011年1月16日 ☆ラジ・オール？スター・ファン感謝祭〜春は魔界でぱらだいす！〜[4]
- 2011年12月3日 ☆ラジ・オールスター感謝祭2011-ぜんぶ見せます！-[5]
- 2012年6月23日 Yuana's Cafe-vol.07-(りん月ゲスト)[6]
- 2012年12月22日 バナラジ史上最大の決戦!!!『らぶ*しゅなVS☆ラジ』[7]
- 2013年3月8日 ☆(ド部)ラジ出張イベント☆「初心者(よい子)のためのSM講座 」サド★部体験入部会！[8]
- 2013年10月26日 もうすぐ完成?発売応援イベント「ハンターの集い」[9]